# 白頂溪鴝
白頂溪鴝（學名：Phoenicurus leucocephalus），為鶲科 紅尾鴝屬下的一個種。

## 描述
雌雄顏色相同，上半身為黑色，下半身是紅色，頭頂上有白色的斑塊。 雄性頭頂的斑塊較大，翅膀下部則有棕紅色斑點。 分佈於印度次大陸和東南亞，以及一些相鄰的地區。 該物種的種類遍及阿富汗、孟加拉、不丹、柬埔寨、印度、寮國、緬甸、尼泊爾、巴基斯坦、塔吉克斯坦、泰國、西藏和越南。 棲息於溫帶森林，常見於山間溪流及河流。